# 本科夫斯基冰原島峰

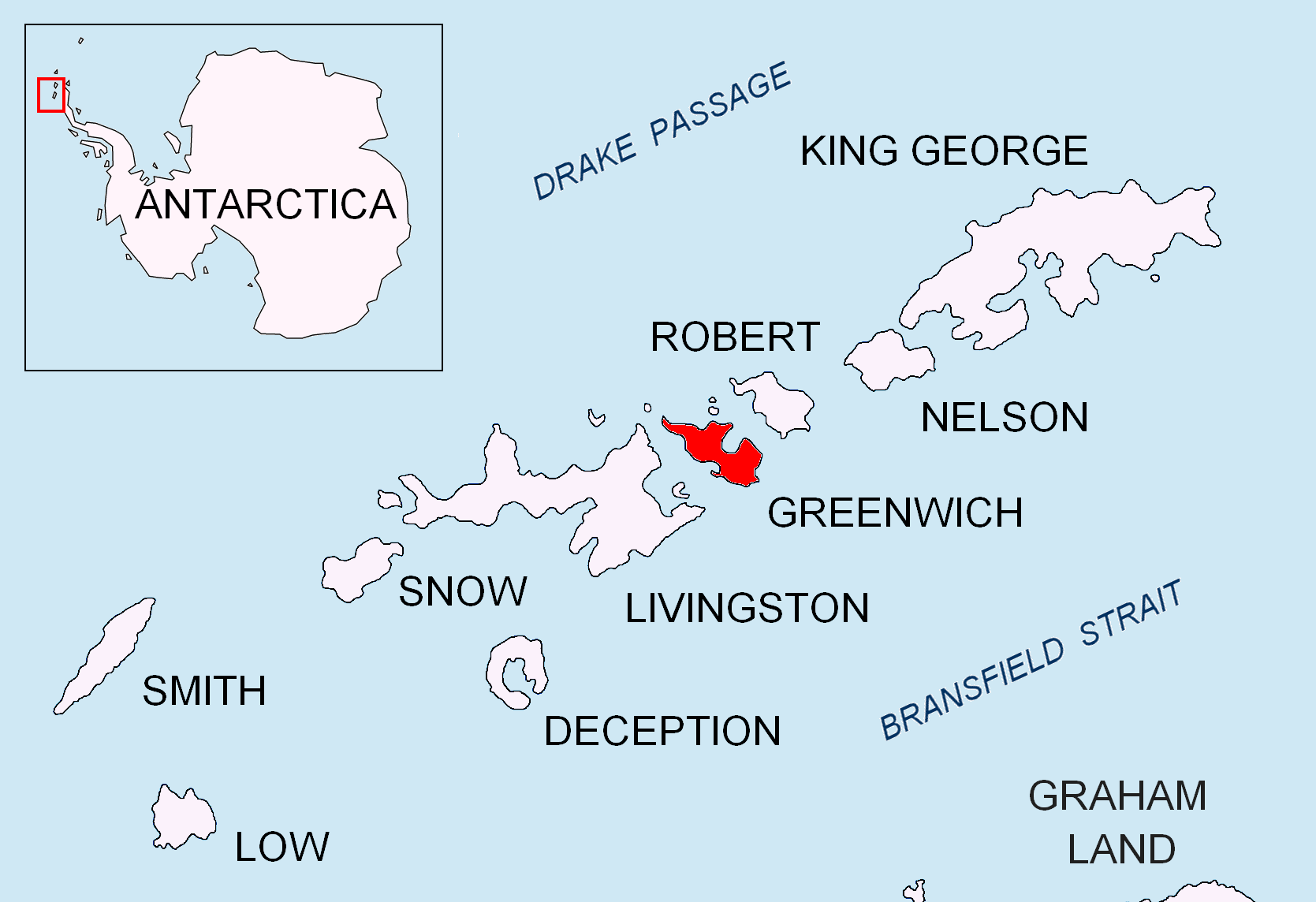

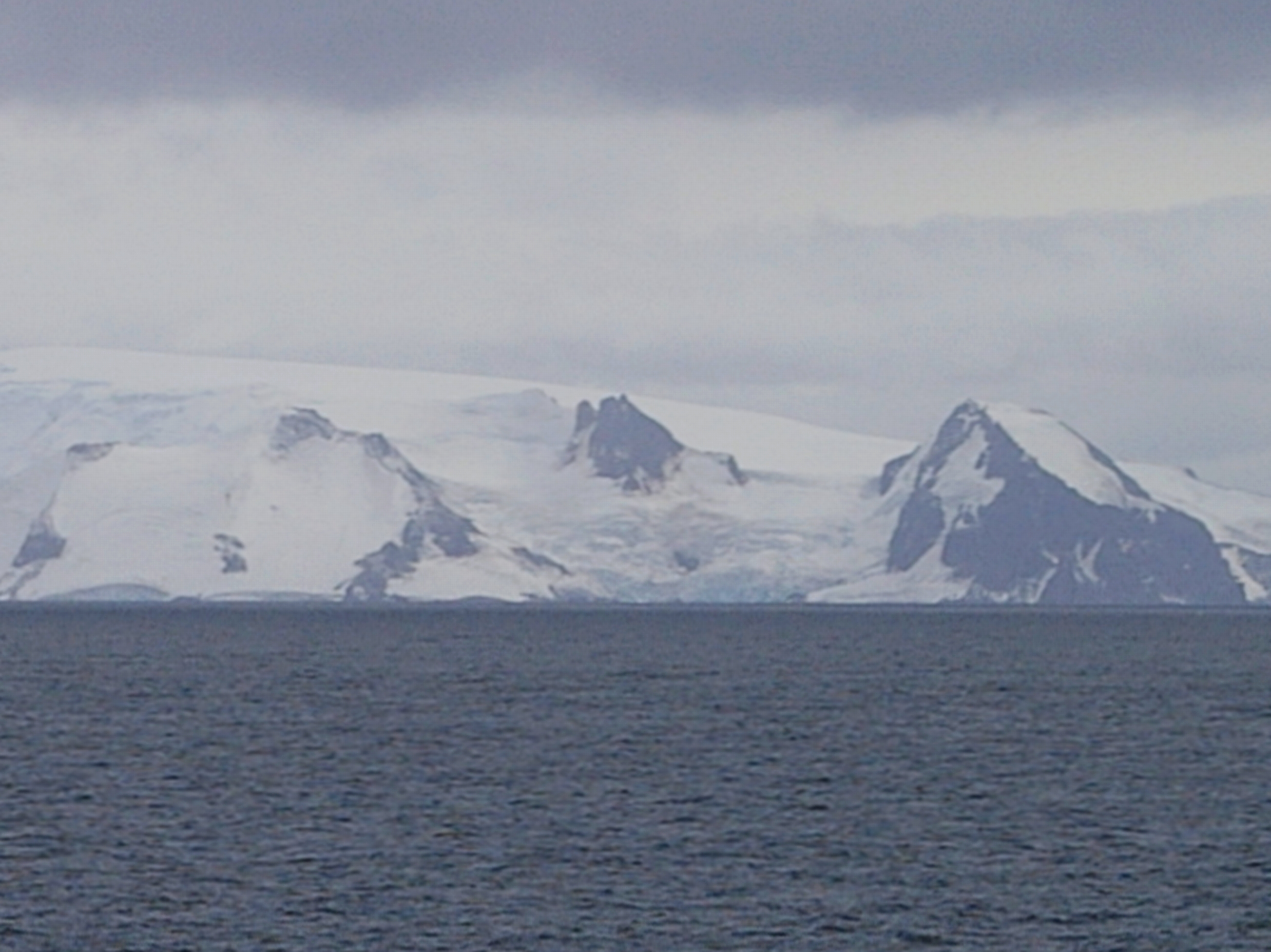

本科夫斯基冰原島峰（英語：Benkovski Nunatak）是南極洲的冰原島峰，位於南設得蘭群島中格林尼治島的布雷茲尼克高地北端，處於博格丹嶺西南面0.92公里，海拔高度450米。

## 外部連結
- SCAR Composite Gazetteer of Antarctica（页面存档备份，存于）.

62°30′13″S 59°34′56″W / 62.50361°S 59.58222°W